# Eudoxia Ingerina
Eudoxia Ingerina (en griego: Ευδοκία Ιγγερίνα - Eudokia), también llamada Eudócia, fue una Emperatriz consorte del Imperio bizantino, esposa del emperador bizantino Basilio I, amante de su antecesor, Miguel III, y la madre de los posteriores emperadores León VI el Sabio y Alejandro III, además del patriarca de Constantinopla Esteban I.

## Biografía
Eudóxia era hija de Inger, un miembro de la Guardia varega al servicio del emperador. Su madre pertenecía a la familia Martinaco, probablemente una pariente lejana de la familia imperial.
Su familia era iconoclasta y, por esto, la emperatriz madre Teodora la reprobaba. Alrededor del 855, Eudoxia se convierte en la amante del hijo de Teodora, Miguel III, lo que provocó la furia de su madre y del poderoso ministro Teoctisto. Sin condiciones para encarar el escándalo que se desataría al abandonar a su esposa, Miguel casó a Eudoxia con su amigo Basilio, pero continuó manteniendo relaciones con ella. El amigo también fue recompensado con una amante, la hermana del emperador, Tecla.
Eudoxia tuvo un hijo, León, en septiembre de 866, y otro, Esteban, en noviembre de 867. Ellos eran oficialmente hijos de Basilio, pero la paternidad fue contestada, aparentemente incluso por el supuesto padre. La extraña promoción de Basilio a coemperador en mayo de 867 da alguna credibilidad a la teoría de que por lo menos León sería en realidad hijo ilegítimo de Miguel III. La paternidad de los hijos más jóvenes de Eudoxia no es discutida, pues Miguel III fue asesinado en septiembre de 867.
Una década después del inicio del reinado de Basilio, Eudoxia se lio con otro hombre, que el emperador ordenó que fuese tonsurado y enviado a un monasterio. En el 882, eligió a Teófano como esposa para su hijo León y murió poco después. Fue sepultada en la Iglesia de los Santos Apóstoles, en Constantinopla.

## Descencedencia
Eudoxia y Basilio tuvieron siete hijos:
- Constantino (ca. 865 - 3 de septiembre de 879). Coemperador de Basilio desde el 6 de enero de 868 hasta a su muerte. De acuerdo con Georg Ostrogorsky, Constantino fue prometido a Ermengarda de Provenza, hija de Luis II, emperador del Sacro Imperio Romano-Germánico en 869. El pacto matrimonial fue deshecho cuando las relaciones entre Basilio y Luis se deterioraron.
- León VI el Sabio (19 de septiembre de 866 - 11 de mayo de 912), que sucedió a Basilio como emperador y puede haber sido, en realidad, hijo de Miguel III.
- Esteban I de Constantinopla (noviembre de 867 - 18 de mayo de 893), patriarca y que puede también haber sido hijo de Miguel III.
- Alejandro de Constantinopla (ca. 870 - 6 de junio de 913), que sucedió a León en 912.
- Ana (fallecida 905/12 o después). Monja en el Convento de Santa Eufemia, en Petron.
- Helena (fallecida 905/12 o después). Monja en el Convento de Santa Eufemia, en Petron.
- Maria (fallecida 905/12 o después). Monja en el Convento de Santa Eufemia, en Petron.